# Dosierungsintervall
Dosierungsintervall, auch Dosisintervall, ist bei der mehrfachen Gabe eines Arzneimittels der zeitliche Abstand zwischen wiederholten therapeutischen Verabreichungen. Das Dosierungsintervall ist Teil eines Dosierungsschemas für Arzneistoffe. Damit soll bei einer Dauermedikamentation erreicht werden, dass einerseits ein wirksamer Blutspiegel des Arzneistoffs garantiert ist und es andererseits aber nicht zu einer Kumulierung kommt. Somit ist die biologische Halbwertszeit des Arzneistoffs von erheblichem Einfluss auf die Festlegung des Dosierungsintervalls.